# هسپریا (کالیفرنیا)
هسپریا (به انگلیسی: Hesperia) شهری در شهرستان سن برناردینو، کالیفرنیا ایالت کالیفرنیا است که در سرشماری سال ۲۰۱۰ میلادی، ۹۰۱۷۳ نفر جمعیت داشته است.